# La feria de las tinieblas
La feria de las tinieblas (título original en inglés: Something Wicked This Way Comes, literalmente «Algo malo está por suceder») es una novela de 1962 de Ray Bradbury. Trata de dos muchachos de 13 años, Jim Nightshade y William Halloway, que tienen una experiencia desgarradora con una feria de pesadilla que llega a su ciudad del Medio Oeste un día de octubre. El dueño de la feria es el misterioso Sr. Dark quien tiene un tatuaje por cada persona que, atraída por la oferta de vivir sus fantasías secretas, han obligado a prestar servicio en la feria. Presencia malévola, el Sr. Dark se ve contrarrestado por el padre de Will, Charles Halloway, que alberga su propio deseo secreto para recuperar su juventud.
La novela combina elementos de fantasía y terror, analizando las naturalezas conflictivas del bien y el mal, y como se aplican entre los protagonistas y la feria. A diferencia de otras obras de Bradbury, incluyendo la tangencialmente relacionada, El vino del estío, que es una colección de cuentos cortos vagamente relacionados, La feria de las tinieblas es una novela completa. 

## Contexto y orígenes
Uno de los eventos en la niñez de Ray Bradbury que le inspiró para ser escritor fue un encuentro con un mago de feria llamado Sr. Eléctrico, que le ordenó «vivir eternamente». El niño de doce años, intrigado por el concepto de la vida eterna, volvió a visitar al Sr. Eléctrico, que espoleó su pasión por la vida anunciándolo como la reencarnación de un amigo perdido en la Primera Guerra Mundial. Luego de un día tan memorable, Bradbury comenzó a escribir sin parar.
La novela se originó en 1955 cuando Bradbury sugirió a su amigo Gene Kelly que colaboraran en una película a ser dirigida por Kelly. Le ofreció su cuento corto Los transbordadores negros como un resumen de la trama de 80 páginas. Cuando Kelly no fue capaz de obtener financiamiento para la película, Bradbury expandió el argumento a una novela. Convirtió la benigna presencia del Sr. Eléctrico en algo más siniestro e incorporó varios personajes que conoció en la misma feria, incluyendo al hombre ilustrado y al hombre esqueleto.
El título de la novela fue tomado directamente de Macbeth de William Shakespeare: «Por el picor de mis pulgares/ algo malo está por suceder».
La feria de las tinieblas puede considerarse una secuela otoñal del veraniego Vino del estío. Las dos novelas se ambientan en la ficticia ciudad verde, basada en la ciudad natal de Bradbury, Waukegan, pero tiene diferentes tonos, ya que La feria de las tinieblas presenta un aspecto más serio con la transición entre niñez y edad adulta. Aunque ninguno de los personajes de El vino del estío aparece en la otra novela, William Halloway y Jim Nightshade pueden verse como una representación unos años más viejos de Douglas Spaulding y John Huff, respectivamente. Las dos novelas, junto con la secuela oficial de Bradbury para Vino del estío, Adiós al verano (2006), forman la trilogía de Ciudad verde (Green Town). Una colección de cuentos cortos del 2008, Verano día, Verano noche, se ambientan también en la ciudad.

## Argumento
La novela comienza un nublado 23 de octubre. Dos amigos, William "Will" Halloway y Jim Nightshade, ambos a punto de cumplir catorce años, se encuentran con un extraño vendedor de pararrayos que dice que se acerca una tormenta. A lo largo de esa misma noche, Will y Jim se encuentran con gente del pueblo que también sienten algo en el aire: el barbero dice que el aire huele a algodón de azúcar. Entre la gente del pueblo se encuentra el viejo padre de Will, Charles Halloway, de 54 años de edad, que trabaja en la biblioteca local, y que filósofa acerca de su lugar en la vida. El padre de Will ve un cartel en un escaparate que anuncia el show pandemónium de sombras de Cooger & Dark  y Jim y encontrará un volante similar en la calle. Los chicos están contentos de la llegada de una feria tan tarde en el año, pero Charles Halloway tiene un mal presentimiento.
Los muchachos corren a ver la llegada de la feria a las tres de la mañana, y vuelven a casa luego de ver armarse misteriosamente las tiendas de campaña. El Sr. Halloway habla de ese momento de la noche como «la media noche del alma», cuando los hombres están más cerca de la muerte, encerrados en las profundidades de la desesperación. Los muchachos van al día siguiente para explorar la feria y ayudan a su maestra de séptimo grado, la señorita Foley, quien está aturdida después de visitar el laberinto de espejos. Más tarde, Jim entra en el laberinto y Will tiene que sacarlo. Jim insiste en regresar esa misma noche, y está de acuerdo Will, pero luego se encuentran con la bolsa del vendedor de pararrayos y se dan cuenta de que deben quedarse para saber lo que ha sucedido con el hombre. Finalmente, después de buscar por todas partes, suben a un carrusel que se supone roto. Un hombre encara a Will y Jim y les dice que el juego está roto. Otro hombre le dice que deben bajar, se presenta como Sr. Dark y les dice que el nombre del otro hombre es el señor Cooger. El Sr. Dark es el hombre ilustrado, cubierto de tatuajes, y sólo presta atención a Jim, que es cautivado por lo que ve. Mr. Dark les invita a volver al día siguiente y los chicos salen corriendo, pero luego se esconden y esperan. Lo que ven es increíble. El Sr. Cooger monta al revés en el carrusel (mientras suena la música al revés), y cuando se baja tiene doce años de edad. 
Siguen al rejuvenecido Sr. Cooger hasta la casa de la señorita Foley, donde aquel pretende ser el sobrino que se perdió en una visita anterior de la feria. Jim trata de conversar con el Sr. Cooger porque quiere andar en el carrusel, pero Will lo detiene y lo lleva de vuelta a la feria. Cuando Will llega a la feria el Sr. Cooger está en el carrusel, envejeciendo, y Jim pretende unírsele. Will golpea la llave del carrusel, que se sale de control, girando rápidamente hacia adelante. El Sr. Cooger llega a los 100 años de edad antes de que el carrusel se detenga, y Jim y Will escapan. Regresan con la policía, pero el Sr. Cooger no está por ningún lado. Dentro de las tiendas está por comenzar un nuevo show con el Sr. Eléctrico, un hombre que resiste la electricidad corriendo por su cuerpo. El Sr. Dark invita nuevamente a los jóvenes a volver al día siguiente. Will trata de mantener a su padre alejado de la situación, prometiéndole que pronto le contará todo. Esa noche, la bruja del polvo viene en su globo para encontrar a Jim y Will, pero Will la engaña y destruye su globo. Más tarde, ambos sueñan con un extraño funeral para el globo, con un deforme y gigante ataúd. Esa noche no sucede nada más.
Al día siguiente los muchachos ven a una joven llorando, y luego de hablar con ella, se dan cuenta de que es la señorita Foley. Vuelven a su casa, pero en el camino de regreso el paso está bloqueado por un desfile. La feria ha salido a las calles a buscarlos. Se esconden, y la niña desaparece. El padre de Will los ve escondidos en una reja de hierro en la acera, y los chicos lo convencen de que calle porque el hombre ilustrado viene a hablar con él. El padre de Will finge no conocer a los dos niños cuyos rostros están tatuados en la mano del hombre, y luego, cuando la bruja viene y comienza a percibir la presencia de los jóvenes, le sopla humo de cigarro encima, ahogándola y obligándola a abandonar la búsqueda. El Sr. Dark le pregunta a Charles Halloway por su nombre, y éste se lo dice, y dónde trabaja. Más tarde esa noche, Will y Jim se encuentran con el Sr. Halloway en la biblioteca, donde este último ha efectuado una investigación, descubriendo algunas cosas sobre la feria. Les dice que su mejor arma es el amor, pero no está seguro de cómo luchar. A continuación el Sr. Dark se presenta y los jóvenes se esconden, pero los encuentra y aplasta la mano de Charles cuando éste trata de luchar contra él. La bruja lanza conjuros de polvo sobre los jóvenes para que sean más manejables, y detiene el corazón de Charles Halloway. Justo antes de morir, mira a la bruja y comienza a reír histéricamente, y su risa aleja a la bruja. Va hacia la feria para encontrar a los muchachos.
En la feria Charles Halloway engaña al Sr. Dark, encuentra a su hijo, mata a la bruja, y destruye el laberinto de espejos en cuestión de minutos, todo a través del uso de la risa y la felicidad. Entonces buscará Jim. El Sr. Cooger se convierte en polvo y sopla lejos antes de que se puedan proteger en el carrusel, y Jim mueve la rueda hacia adelante. Jim comienza a andar y Will intenta detenerle. Ambos terminan yendo a dar un paseo antes de que Will salte y aleje a Jim de la máquina. Jim cae en un estado de estupor, cerca de la muerte. Un niño viene pidiendo que le ayuden, pero el señor Halloway reconoce al niño como al Sr. Dark. Toma al muchacho con fuerza y lo mata con el afecto, porque el Sr. Dark  no puede sobrevivir en un contacto tan estrecho con una persona buena. La feria se cae a pedazos mientras Will intenta revivir a Jim. Lo salvan cantando, bailando y riendo: la felicidad le trae de vuelta desde el borde de la muerte.

## Detalle del lanzamiento
- 1962, EE. UU., Simon & Schuster (ISBN 0-671-67960-0), fecha de publicación: junio de 1962, tapas duras (primera edición)
- 1963, EE. UU.  Bantam (ASIN B000NQBVPO[5] Bantam # H2630 ), fecha de publicación:  septiembre de 1963, rústica (primera edición)
- 1983, EE. UU., Alfred A. Knopf (ISBN 0-394-53041-1), fecha de publicación: marzo de 1983, tapas duras
- 1997, EE. UU., Bantam USA (ISBN 0-553-28032-5), fecha de publicación: diciembre de 1997, rústica (Grand Master Editions)
- 1998, EE. UU., Avon (ISBN 0-380-72940-7), fecha de publicación: marzo de 1998, rústica (Mass Market Paperback)
- 1999, EE. UU., Eos (ISBN 0-380-97727-3), fecha de publicación: junio de 1999, tapas duras
- 2001, EE. UU., Bookspan (ISBN 0-9650204-5-2), fecha de publicación: 2001, tapas duras